# ال. ویلیام اوکانل
ال. ویلیام اوکانل (انگلیسی: L. William O'Connell؛ ۳۱ ژوئیه ۱۸۹۰ – فوریه ۱۹۸۵) یک فیلم‌بردار اهل ایالات متحده آمریکا بود.
از فیلم‌های او می‌توان به آثار زیر اشاره کرد.
- هیولا و گوریل (۱۹۴۵)
- قدرت سوت‌زن (۱۹۴۵)
- گذرنامه برای سوئز (۱۹۴۳)
- جزیره آلکاتراز (فیلم) (۱۹۳۷)
- صورت‌زخمی (فیلم ۱۹۳۲) (۱۹۳۲)